# Марк Аврелій Скавр
Марк Авре́лій Скавр (лат. Marcus Aurelius Scaurus) — римський державний діяч і воєначальник, консул-суффект Римської республіки в 108 році до н. е.

## Біографія
У 108 році до н. е., після смерті консула Квінта Гортензія, Марка Аврелія Скавра обрали консулом-суффектом. Є думка, що на той момент Марку Аврелію належала одна з гладіаторських шкіл в Капуї
Під час Кімврської війни Марк Аврелій обіймав посаду старшого легата у консула Гнея Маллія Максима, і в 105 році до н. е. Скавр у складі експедиційного корпуса з двох армій під начальством проконсула Квінта Сервілія Цепіона  і консула Гнея Маллія Максима вирушив до Галлію, щоб перепинити Кімврів, тевтонів та інші варварські племена на шляху в Італію
Армія проконсула розташувалася на захід від річки Рони, захищаючи Нарбонську Галлію, а прохід до Італії з Галлії між морем і Альпами був перекритий армією Гнея Маллія, що розташувалася табором на східному березі Рони. Є думка, що полководці встали різними таборами через те, що Цепіон, бувши «новою людиною», був спровокований Маллієм і відмовився стати єдиним табором.
Вексілляція  Марка Скавра, що знаходилася в 30 милях на північ від консульського табору, була атакована авангардом германців під командуванням молодого вождя кімврів Бойоріга. У бою Марка Аврелія скинули з коня і взяли в полон, а всі його люди загинули, однак, Бойоріг, що бачив, як хоробро поводився в бою легат, на племінній раді запропонував Скавру стати одним з їх воєначальників. У відповідь на цю пропозицію, Скавр порадив Бойорігу повернути назад, щоб не бути розтоптаними римськими легіонами. За цю зухвалість Скавра посадили в плетену клітку і живцем спалили на повільному вогні. Вважають, що легат тримався гідно як  римський легат, не кричав і не корчився.
Із зіткнення загону Скавра і варварів почалася битва при Араузіоні, що стала найбільшою поразкою римської армії від германців.

## У культурі
Крім історичних робіт, обставини смерті Марка Аврелія Скавра використовувалися і в художній літературі (наприклад, в епізоді роману 1990 року «Перша людина в Римі» Коліна Маккалоу). А в історико-фентезійній серії романів «Відесський цикл» Гаррі Тертлдава, розпочатої письменником у 1987 році з роману «Зниклий легіон», загін Марка Аврелія Скавра не був знищений, а разом зі своїм командиром потрапив в альтернативний світ Відесської імперії, де римлянам довелося пристосовуватися до нових реалій.